# Clinton (comté de Dutchess)
Pour les articles homonymes, voir Clinton.
Clinton est une ville située dans le comté de Dutchess, dans l'État de New York, aux États-Unis,. En 2010, elle comptait une population de 4 312 habitants, estimée au 1er juillet 2014 à 4 281 habitants.

## Démographie
Lors du recensement de 2010, la ville comptait une population de 4 312 habitants. Elle est estimée, en 2014, à 4 281 habitants.